# Serafim de Carvalho
Serafim de Carvalho (Jataí, 3 de maio de 1907 — 28 de agosto de 1973) foi um político e médico brasileiro que exerceu a liderança municipal do partido ao qual era filiado, o Partido Social Democrático, na cidade de Jataí, Goiás. Além disso foi deputado estadual por dois mandatos e o 2.º presidente do Banco do estado de Goiás. Foi ainda, o primeiro jataiense a se formar em medicina.

## Biografia
Serafim de Carvalho nasceu em Jataí, no estado de Goiás em 3 de maio de 1907. Se formou em 1935, ao lado de Juscelino Kubitschek, na Faculdade de Medicina da Universidade Federal de Minas Gerais. Apoiou Pedro Ludovico na Revolução de 1930, e após a Era Vargas, se tornou presidente do diretório municipal do Partido Social Democrático.
Em seguida, nas eleições estaduais em Goiás em 1947, foi eleito deputado estadual pelo PSD, apoiando a candidatura de vereador de José Feliciano Ferreira, seu cunhado, para o Legislativo de Jataí. Em seguida, ambos se elegeram deputados estaduais em 1950, pelo Partido Social Democrático. Serafim foi responsável por negociar a eleição de José Feliciano como governador, nas eleições estaduais de 1958, pelo PSD.
Após deixar a Assembleia Legislativa de Goiás, retornou a prática das funções médicas. Foi nomeado pelo cunhado, José Feliciano, então governador estadual, como o 2.º Presidente do Banco do Estado de Goiás, sendo substituído pelo próprio em 3 de abril de 1961.
Em 1973, ele faleceu no dia 23 de agosto, aos 66 anos de idade.